# Luca di Graben di Stein
Luca di Graben di Stein (in tedesco: Lukas von Graben, anche Lukas vom Graben, con il titolo Von Graben zum Stein) (... – 1550) signore di Stein, Schwarzenegg e Weidenburg, pegno di Heinfels, è stato un nobile carinziano-goerziano e alto ufficiale militare dei conti Gorizia e degli Asburgo.

## Biografia
Luca di Graben apparteneva al ramo familiare carinziano-tirolese dei Signori di Graben, che ricoprì importanti cariche al tempo degli ultimi Conti di Gorizia e la cui opera portò anche la cultura rinascimentale nel Tirolo Orientale. Nel XV e all'inizio del XVI secolo la famiglia Di Graben era considerata la famiglia più importante di Lienz presso la residenza dei Conti di Gorizia; a causa della sua stretta relazione con il conte Leonardo di Gorizia e del suo stile di vita esclusivo, era circondata da un'“atmosfera feudale”. Luca nacque come figlio dell'importante nobile Virgilio di Graben. Non era legalmente sposato con Dorothea Arnold, nata Herbst von Herbstenburg, quindi i loro figli non avevano diritto a ereditare.
Nella disputa per la successione della contea principesca di Gorizia alla fine del XV secolo, Di Graben, insieme al padre Virgilio di Graben, si fece difensore dei diritti degli Asburgo contro le aspirazioni della Repubblica di Venezia nella città di Gorizia. Nel 1498, Lukas di Graben ricevette da suo padre Virgilio il comando del Burghut di Gorizia, la difesa della capitale e città residenziale di Gorizia e dei suoi dintorni. Ora ricopriva il ruolo di vice amministratore della contea. Nel 1500 i veneziani cercarono di convincere Luca a consegnare Gorizia a Venezia, ma non riuscirono a convincerlo. Dopo l'eredità di Gorizia a favore degli Asburgo, i Veneziani videro il loro fallimento esclusivamente nelle azioni dei signori Virgilio e Luca di Graben.
Il 12 giugno 1500 Massimiliano I trasferì a Lukas il signora e il castello di Stein im Drautal. Il documento, relativamente breve, afferma che Di Graben ricevette la signoria di Stein per il sostegno suo e di suo padre nell'acquisizione della contea di Gorizia.
Nel 1518 si trovava a Innsbruck uno dei 70 deputati del primo parlamento generale austriaco dell'imperatore Massimiliano I.
Lukas di Graben di Stein era sposato con la figlia di Georg Hellssen, dalla quale ebbe tre figlie e due figli, mentre il figlio maggiore Hans ereditò la tenuta di Stein.

## Informazione
I dati per questo articolo sono stati presi dalla ricerca Von Graben di Matthias Laurenz Gräff.